# Cryptococcus laurentii
Cryptococcus laurentii är en svampart som först beskrevs av Kuff., och fick sitt nu gällande namn av C.E. Skinner 1950. Cryptococcus laurentii ingår i släktet Cryptococcus och familjen Tremellaceae.   Inga underarter finns listade i Catalogue of Life.